# Paetongtarn Shinawatra

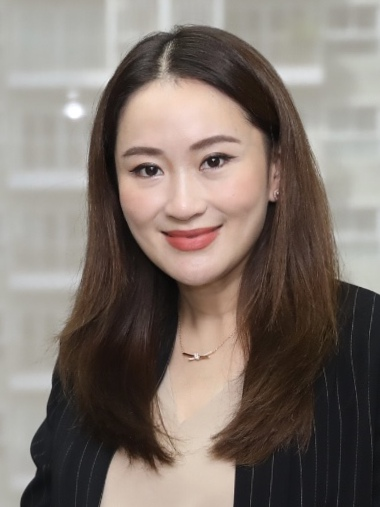
Paetongtarn Shinawatra (2023)

Paetongtarn Shinawatra (thailändisch แพทองธาร ชินวัตร, RTGS Phaethongthan Chinnawat, Aussprache: [pʰɛːtʰɔːŋtʰaːn t͡ɕʰinnáwát]; Spitzname „Ung-Ing“ อุ๊งอิ๊ง [ʔúŋʔíŋ]; * 21. August 1986 in Bangkok) ist eine thailändische Politikerin der Pheu-Thai-Partei. Sie amtierte vom 18. August 2024 bis zum 1. Juli 2025 als Ministerpräsidentin des Landes.

## Leben
Paetongtarn Shinawatra ist die jüngste Tochter des Milliardärs und früheren thailändischen Regierungschefs Thaksin Shinawatra, der von 2001 bis 2006 regierte. Ihre Mutter ist die ehemalige First Lady Potjaman Na Pombejra (geb. Damapong). Paetongtarn hat zwei ältere Geschwister: Panthongtae Shinawatra und Pintongta Shinawatra Kunakornwong. Sie stammt aus einer bedeutenden politischen Familie; auch ihre Tante Yingluck Shinawatra diente von 2011 bis 2014 als Ministerpräsidentin Thailands. Sowohl Thaksin als auch Yingluck wurden jeweils durch Militärputsche (2006 und 2014) entmachtet und gingen ins Exil.
Nach einem Bachelor-Studium in Politikwissenschaft, Soziologie und Anthropologie an der Chulalongkorn-Universität in Bangkok, das sie 2008 abschloss, studierte sie an der staatlichen University of Surrey im Vereinigten Königreich und machte dort einen Master-Abschluss in Internationalem Hotelmanagement.
Paetongtarn gehört mit 28,5 Prozent der größte Anteil an der börsennotierten Immobilien- und Baugesellschaft SC Asset Corp. Pcl im Wert von 5,2 Milliarden Baht (ca. 135 Millionen Euro; Stand August 2024). Im März 2022 besaß sie Anteile an 21 Unternehmen im Gesamtwert von 68 Milliarden Baht (ca. 1,85 Milliarden Euro). Sie ist mit dem Verkehrspiloten Pidok Sooksawas verheiratet; das Paar hat zwei Kinder. Ihren jüngeren Sohn gebar sie im Mai 2023, in der Endphase des Wahlkampfs zur Parlamentswahl.

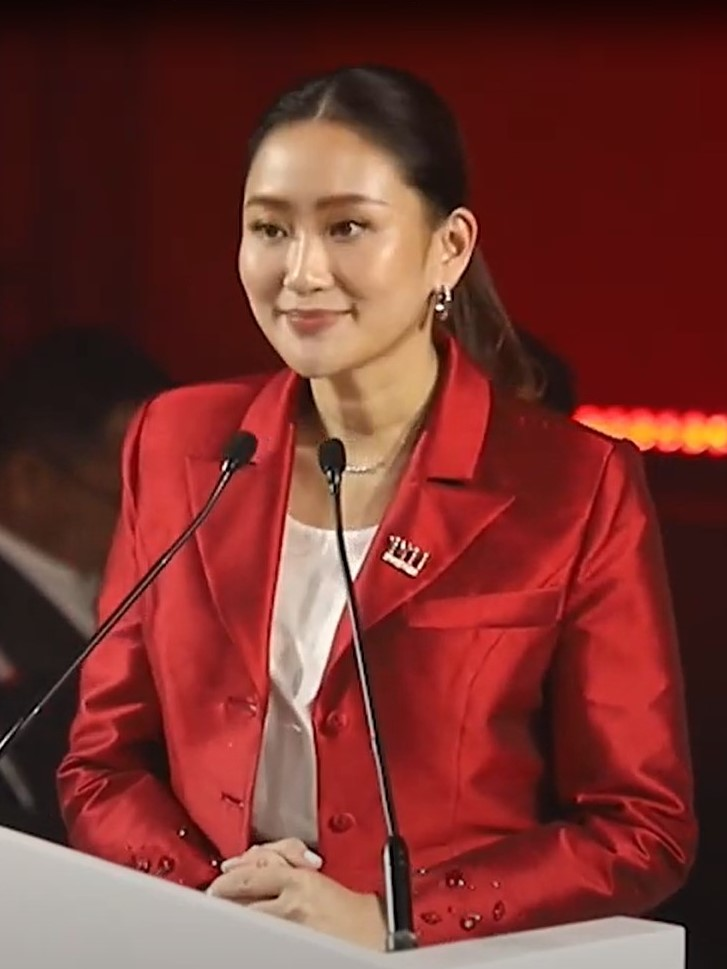
Paetongtarn auf der Konferenz der Pheu-Thai-Partei im Oktober 2023, nach ihrer Wahl zur Vorsitzenden

Paetongtarn Shinawatra setzte ihre Familientradition in der Politik fort und wurde eine zentrale Figur in der Pheu-Thai-Partei (PT), die bis 2023 in Opposition gegen die militärnahe Regierung des einstigen Putschführers General Prayut Chan-o-cha stand. Die Partei ernannte sie im Oktober 2021 zur Chefberaterin für Beteiligung und Erneuerung und im März 2022 zum „Oberhaupt der Pheu-Thai-Familie“, nicht aber zur offiziellen Parteivorsitzenden. Im Vorfeld der Parlamentswahl im Mai 2023 nominierte die PT, die größtenteils von ihrer Familie kontrolliert wird, sie als eine von drei Spitzenkandidaten für das Ministerpräsidentenamt.
Ihre Partei wurde bei der Wahl zweitstärkste Kraft hinter der Fortschrittspartei, mit der sie zunächst eine Koalition unter Einschluss weiterer pro-demokratischer Parteien der bisherigen Opposition vereinbarte. Diese scheiterte jedoch am Widerstand des von der Militärjunta eingesetzten Senats. Stattdessen ging die Pheu-Thai-Partei im August 2023 eine Koalition mit den militärnahen Parteien der bisherigen Regierung von Prayut Chan-o-cha ein und Paetongtarns Parteikollege Srettha Thavisin wurde Ministerpräsident. Die Regierung Sretthas ernannte Paetongtarn im September 2023 zur Vorsitzenden des Nationalen Ausschusses für Soft-Power-Strategie. Im Oktober 2023 wurde sie als Nachfolgerin des zurückgetretenen Chonlanan Srikaew zur Vorsitzenden der Pheu-Thai-Partei gewählt.

## Amtszeit als Ministerpräsidentin
Paetongtarn Shinawatra wurde am 16. August 2024 vom Repräsentantenhaus, dem Unterhaus von Thailands Parlament, mit 319 Pro-Stimmen, bei 145 Gegenstimmen und 27 Enthaltungen, ohne Gegenkandidaten zur Ministerpräsidentin Thailands gewählt, nur zwei Tage nach der Amtsenthebung ihres Vorgängers Srettha Thavisin durch das Verfassungsgericht. Das Verfahren gegen ihn hatte eine Gruppe früherer Senatoren angestrengt, die noch von der Militärführung in Thailand ernannt worden waren.
Am 18. August erhielt Shinawatra die schriftliche Anordnung von König Maha Vajiralongkorn zur Bildung einer neuen Regierung. Sie ist die jüngste Person, die jemals dieses Amt innehatte, und (nach ihrer Tante) die zweite Frau in dieser Position in der Geschichte Thailands. Ihre Wahl fiel in eine Zeit großer politischer Unruhe und stand im Zeichen der Kontinuität des Einflusses der Shinawatra-Familie auf die thailändische Politik. Paetongtarns politischer Stil ist durch das Erbe ihrer Familie und ihre Rolle als Vorsitzende der Pheu-Thai-Partei geprägt. Ihre politische Karriere war bisher von dem Bemühen zur Gewährleistung von Stabilität in einem von politischen Krisen erschütterten Land geprägt. Dabei musste sie sowohl die Unterstützung der progressiven Basis ihrer Partei sichern als auch auf den Druck konservativer Kräfte im Land reagieren.
Ihre Regierung übernimmt in einer Zeit die Führung, in der die politische Zukunft Thailands besonders unsicher scheint, zudem geprägt von der Geschichte politischer Machtkämpfe und der Einflussnahme ihres Vaters, der trotz juristischer Herausforderungen als einflussreicher Akteur im Hintergrund gilt. Ihre Führung steht somit vor der Herausforderung, die politischen und sozialen Spannungen Thailands zu navigieren.
Am 1. Juli 2025 wurde Shinawatra durch das Verfassungsgericht des Landes übergangsweise abgesetzt. Politiker anderer Parteien hatten es angerufen, nachdem ein Telefonat von ihr mit dem Senatspräsidenten des Nachbarlandes Kambodscha, Hun Sen, öffentlich geworden war, aus dem aus deren Sicht zu große politische Nähe zwischen beiden offenbar wurde. Bis zu einer endgültigen Entscheidung können mehrere Wochen oder Monate vergehen.